# Procruste
Procrustes
Cet article concerne les insectes coléoptères. Pour le personnage de la mythologie grecque, voir Procuste.
Genre
Les procrustes (Procrustes) forment un sous-genre d'insectes coléoptères du genre Carabus ; on peut en trouver dans toute l'Europe. Ce sont des prédateurs qui se nourrissent d'autres coléoptères et larves (dont chenilles), limaces, escargots et fruits mûrs. Ils vivent sous les cailloux, sous les bois morts ou sous les feuilles dans les forêts humides. Lorsqu'ils sont dérangés, ils dégagent par l'anus une substance à l'odeur pestilentielle à base d'acide butyrique, qui compense l'absence d'ailes et leur donne le temps de s'échapper.

## Liste des espèces
- Carabus (Procrustes) anatolicus Chaudoir, 1857 - Europe
- Carabus (Procrustes) banonii Dejean, 1829 - Europe
- Carabus (Procrustes) chevrolati Cristoforis et Jan, 1837 - Géorgie, Turquie
- Carabus (Procrustes) coriaceus Linnaeus, 1758 - Europe